# Сторк, Гилберт
Гилберт Сторк (Gilbert J. Stork; 31 декабря 1921, Бельгия — 21 октября 2017) — американский химик-органик бельгийского происхождения, специалист по синтетической органической химии.
Доктор философии (1945), эмерит-профессор Колумбийского университета, где проработал четыре десятилетия.
Член НАН США (1960) и Американского философского общества (1995), иностранный член Французской АН (1989) и Лондонского королевского общества (1999).
Удостоен Национальной научной медали США (1982) и премии Вольфа (1995).

## Биография
Вскоре после его рождения семья переехала в Париж, а в 1939 году они перебрались в США.
Окончил Флоридский университет (бакалавр, 1942).
В 1945 году под началом профессора Samuel M. McElvain (как один из первых трёх его PhD-студентов, двумя другими были C. Frederick Koelsch и Arthur C. Cope) получил степень доктора философии по химии в Висконсинском университете. В 1946 году поступил в Гарвард, до 1953 года его ассистент-профессор, когда перешёл в Колумбийский университет, где с 1955 года профессор, с 1967 года занимал именную кафедру (Eugene Higgins Chair), с 1992 года эмерит (Eugene Higgins Professor of Chemistry Emeritus). Член Американской академии искусств и наук и британского Королевского химического общества, фелло Американского химического общества (2009, в числе первых удостоенных).

## Награды
- ACS Award in Pure Chemistry[англ.] (1957)
- Baekeland Medal (1961)
- Edward Curtis Franklin Memorial Award Стэнфорда (1966)
- American Chemical Society Award for Creative Work in Synthetic Organic Chemistry[нем.] (1967)
- Премия столетия, Королевское химическое общество (1974)
- Roussel Prize (1978)
- William H. Nichols Medal[англ.] (1980)
- Премия имени Артура Коупа (1980)
- Национальная научная медаль США (1982)
- Edgar Fahs Smith Award (1982)
- Премия Уилларда Гиббса (1982)
- NAS Award in Chemical Sciences[англ.] (1982)
- Премия Лайнуса Полинга (1983)
- Tetrahedron Prize[англ.] (1985)
- Roger Adams Award[нем.] (1991)
- Welch Award in Chemistry[англ.] (1993)
- Премия Вольфа (1996)
- Philadelphia Organic Chemists' Club Award (1998)
- Sir Derek H. Barton Gold Medal[нем.] Королевского химического общества (2002, первый удостоенный)
- Ryoji Noyori Prize[англ.] (2003)
- Herbert Brown Award for Creative Research in Synthetic Methods (2005)